# Schizothorax rotundimaxillaris
Schizothorax rotundimaxillaris är en fiskart som beskrevs av Wu 1992. Schizothorax rotundimaxillaris ingår i släktet Schizothorax och familjen karpfiskar. Inga underarter finns listade i Catalogue of Life.